# Drapeau des droits de l'homme
 (octobre 2023).
La mise en forme du texte ne suit pas les recommandations de Wikipédia : il faut le « wikifier ».
Les points d'amélioration suivants sont les cas les plus fréquents. Le détail des points à revoir est peut-être précisé sur la page de discussion.
- Les titres sont pré-formatés par le logiciel. Ils ne sont ni en capitales, ni en gras.
- Le texte ne doit pas être écrit en capitales (les noms de famille non plus), ni en gras, ni en italique, ni en « petit »…
- Le gras n'est utilisé que pour surligner le titre de l'article dans l'introduction, une seule fois.
- L'italique est rarement utilisé : mots en langue étrangère, titres d'œuvres, noms de bateaux, etc.
- Les citations ne sont pas en italique mais en corps de texte normal. Elles sont entourées par des guillemets français : « et ».
- Les listes à puces sont à éviter, des paragraphes rédigés étant largement préférés. Les tableaux sont à réserver à la présentation de données structurées (résultats, etc.).
- Les appels de note de bas de page (petits chiffres en exposant, introduits par l'outil «  Source ») sont à placer entre la fin de phrase et le point final[comme ça].
- Les liens internes (vers d'autres articles de Wikipédia) sont à choisir avec parcimonie. Créez des liens vers des articles approfondissant le sujet. Les termes génériques sans rapport avec le sujet sont à éviter, ainsi que les répétitions de liens vers un même terme.
- Les liens externes sont à placer uniquement dans une section « Liens externes », à la fin de l'article. Ces liens sont à choisir avec parcimonie suivant les règles définies. Si un lien sert de source à l'article, son insertion dans le texte est à faire par les notes de bas de page.
- La présentation des références doit suivre les conventions bibliographiques. Il est recommandé d'utiliser les modèles {{Ouvrage}}, {{Chapitre}}, {{Article}}, {{Lien web}} et/ou {{Bibliographie}}. Le mode d'édition visuel peut mettre en forme automatiquement les références.
- Insérer une infobox (cadre d'informations à droite) n'est pas obligatoire pour parachever la mise en page.

Pour une aide détaillée, merci de consulter Aide:Wikification.
Si vous pensez que ces points ont été résolus, vous pouvez retirer ce bandeau et améliorer la mise en forme d'un autre article.
 (octobre 2023).

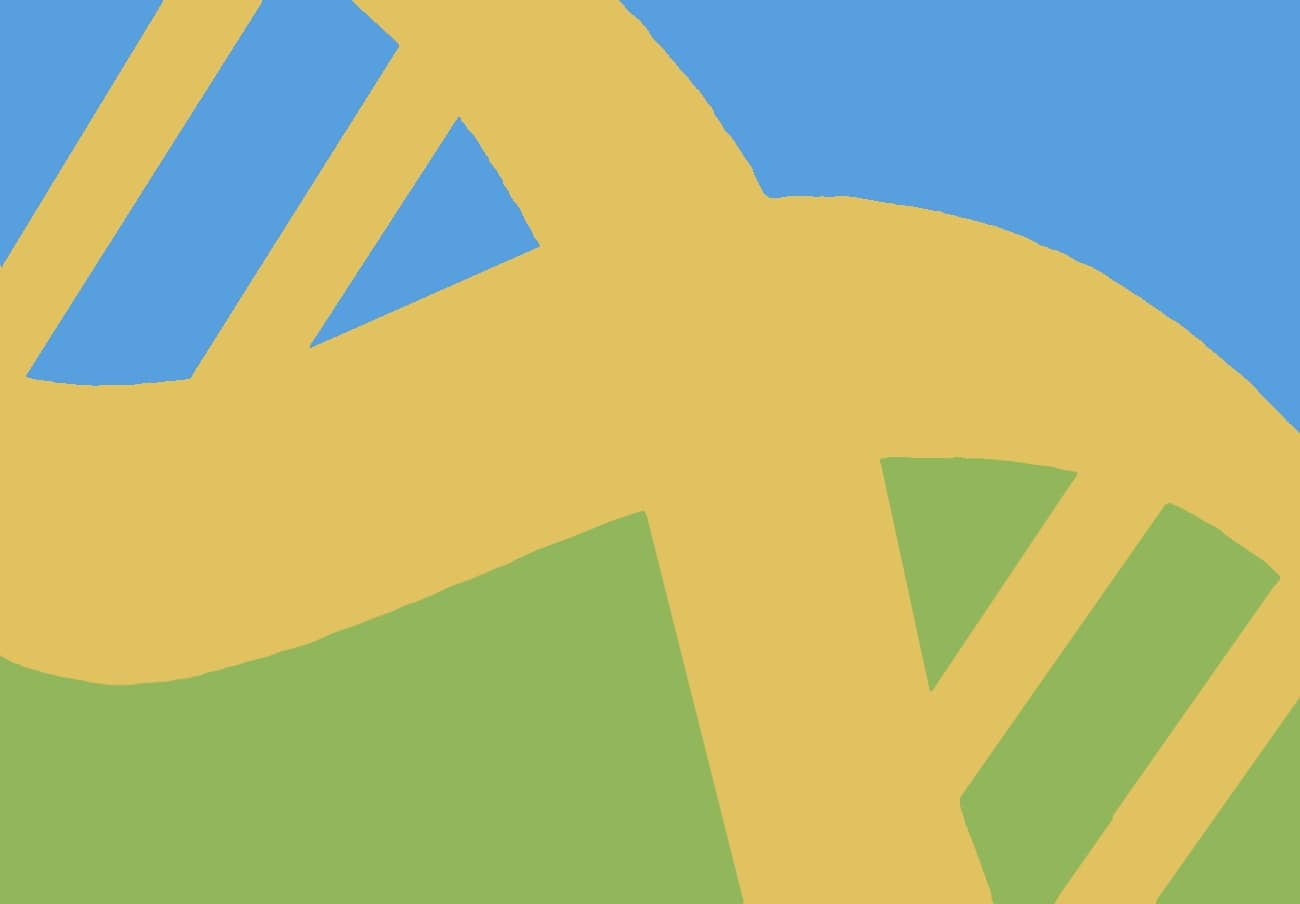
Drapeau des droits de l'homme

Le drapeau des droits de l'homme deest un drapeau utilisé aux Pays-Bas qui symbolise l'égalité de tous les êtres humains sur terre et encourage les gens à respecter et à soutenir les droits de l'homme. L'objectif du drapeau est de sensibiliser le monde à l'importance des droits de l'homme et d'unir les gens dans leur engagement en faveur de l'égalité et du respect des droits fondamentaux de tous les individus. Le drapeau a été officiellement lancé le 10 décembre 2020.

## Initiative
Le drapeau des droits de l'homme est une initiative néerlandaise lancée par les agences néerlandaises de lutte contre la discrimination qui travaillent ensemble sous le nom de Discriminatie.nl. Le drapeau a été conçu par Tûmba, le centre de connaissances sur la discrimination et la diversité basé à Leeuwarden.

## Conception
Le drapeau a été conçu par le designer Menno de Boer, basé à Leeuwarden, qui est parti de l'idée que beaucoup de choses nous relient en tant qu'êtres humains, comme le fait de partager la terre, le ciel et une place sous le soleil, et que nous sommes tous constitués d'ADN, quelles que soient nos différences extérieures. Le concepteur a traduit cette idée dans le dessin du drapeau, en prenant comme point de départ la forme d'un brin d'ADN et en la combinant avec les couleurs de la terre (vert), du ciel (bleu) et du soleil (jaune). Le drapeau met ainsi l'accent sur ce que les gens ont en commun.

## Utilisation du drapeau
Les municipalités et les ambassades néerlandaises hissent le drapeau des droits de l'homme le 10 décembre,, date à laquelle est célébrée chaque année la Journée des droits de l'homme, qui commémore la Déclaration universelle des droits de l'homme adoptée par les Nations unies ce jour-là en 1948.
Le drapeau est également parfois hissé le 21 mars, lors de la Journée internationale contre le racisme et la discrimination, et lors de la commémoration du passé de l'esclavage.